# Анжелик Барбера
Анжелик Барбера (на френски: Angélique Barbérat) е френска писателка на бестселъри в жанра любовен роман.

## Биография и творчество
Анжелик Селуков-Барбера е родена на 1962 г. във Франция. Дядо ѝ е руски емигрант. Като дете пише за забавление. Завършва английска филология. Пътува много и работи две години като учител в САЩ.
След като се омъжва в продължение на много години изоставя писането. Започва да пише детска литература, отглеждайки шестте си деца.
Първата ѝ книга за деца „Les fées meurent-elles?“ е публикувана през 2008 г.
Първият ѝ роман „Когато съдбите се преплитат“ е издаден през 2012 г. Главни герои са Корин, която е сгодена за богат и влюбен кандидат, и Кайл, популярен, но беден музикант, чиято среща води до нежна и трогателна любовна история.

## Произведения

### Самостоятелни романи
- L'instant précis où les destins s'entremêlent (2013)
Когато съдбите се преплитат, изд.: ИК „ЕРА“, София (2014), прев. Нина Рашкова
- Bertrand et Lola (2015)
- Lola ou l'apprentissage du bonheur (2016)

### Детска литература
- Les fées meurent-elles? (2008)
- Les aventures de Dany boy (2009)
- Martha perdue en hiver (2011)
- Le fabuleux roman de Sacha (2011)